# Sault
Sault – miejscowość i gmina we Francji, w regionie Prowansja-Alpy-Lazurowe Wybrzeże, w departamencie Vaucluse.
Według danych na rok 1990 gminę zamieszkiwało 1206 osób, a gęstość zaludnienia wynosiła 11 osób/km² (wśród 963 gmin regionu Prowansja-Alpy-W. Lazurowe Sault plasuje się na 346. miejscu pod względem liczby ludności, natomiast pod względem powierzchni na miejscu 26.).

## Populacja

Populacja Sault w latach 1962–2008